# Trubečtí
Trubečtí (rusky Трубецки́е) je rod litevských a ruských knížat z původní dynastie Gediminovců. Rod Trubeckých odvozuje svůj název od Trubeckého knížectví. Do současnosti se zachovala pouze linie společného předka, generálporučíka Jurije Jurjeviče Trubeckého (1668–1739).

## Původ
Trubečtí svůj původ odvozují od vnuka litevského knížete Gediminase, Dmitrije Olgerdoviče, knížete brjanského, starodubského a trubeckého, účastníka bitvy na Kulikovském poli, jenž zahynul v bitvě na Vorskle (1399) spolu se svým synem Ivanem. Po jeho smrti knížectví spravoval jeho syn Michail Dmitrijevič.

## Údělná knížata – potomci Michaila Dmitrijeviče
Po smrti Michaila Dmitrijeviče bylo knížectví rozděleno mezi jeho syny:
- Semjona Michajloviče Trubeckého a
- Jurije Michajloviče Trubeckého

Jurij Michajlovič se v roce 1445 uchýlil do Moskvy a jeho část knížectví připadla Ivanu Vasiljeviči Čartoryskému. Jeho syn Ivan Jurjevič Trubeckoj v roce 1499 zvítězil v procesu proti Čartoryskému a polovina otcova knížectví mu byla navrácena. V roce 1500 se znovu uchýlil do Moskvy, avšak po obsazení Severní země[kde?] moskevskou armádou v roce 1503 se znovu stal knížetem na svém panství, které spravoval do své smrti v roce 1520. Po něm v knížectví vládl jeho příbuzný, Simeon-Bogdan Alexandrovič Trubeckoj do své smrti v roce 1543. Po smrti jeho syna Michaila Semjonоviče v roce 1565 tato linie zcela vyhasla.
Semjon Michajlovič měl syna Ivana Semjonоviče Trubeckého (zemřel před rokem 1499). Ten měl syny, kteří rovněž přešli na moskevskou stranu a uhájili svůj knížecí titul:
- Andrej Ivanоvič (zemř. 1546)
- Ivan Ivanоvič (zemř. 1538)
- Fjodor Ivanоvič (knížetem do roku 1540, zemřel 1541)
- Semjon Ivanоvič — bojar, místodržící Kostromy, poslední údělný kníže z rodu Trubeckých, knížetem od roku 1520 do své smrti v roce 1566.